# Normandia (região administrativa)
Normandia é uma região administrativa francesa, localizada no noroeste da França. A nova região é o resultado da fusão das antigas regiões da Alta-Normandia e Baixa-Normandia após a reforma territorial de 2014. A nova região entrou em existência em 1 de Janeiro de 2016, após as eleições regionais em dezembro de 2015. Sua capital administrativa é Ruão. A Região da Normandia se estende por 29 906 km2 (12 000 sq mi) e tem 3 328 364 habitantes.

## Principais comunas
| Rank | Código INSEE | Cidade                   | População em (2013) | Departamento   |
| ---- | ------------ | ------------------------ | ------------------- | -------------- |
| 1    | 76351        | Le Havre                 | 172 074             | Seine-Maritime |
| 2    | 76540        | Ruão                     | 110 755             | Seine-Maritime |
| 3    | 14118        | Caen                     | 107 229             | Calvados       |
| 4    | 50129        | Cherbourg-Octeville      | 80 978              | Manche         |
| 5    | 27229        | Évreux                   | 49 722              | Eure           |
| 6    | 76217        | Dieppe                   | 30 214              | Seine-Maritime |
| 7    | 76575        | Saint-Étienne-du-Rouvray | 28 738              | Seine-Maritime |
| 8    | 76681        | Sotteville-lès-Rouen     | 28 704              | Seine-Maritime |
| 9    | 61001        | Alençon                  | 26 350              | Orne           |
| 10   | 76322        | Le Grand-Quevilly        | 24 967              | Seine-Maritime |
| 11   | 27681        | Vernon                   | 24 064              | Eure           |
| 12   | 76498        | Le Petit-Quevilly        | 22 426              | Seine-Maritime |
| 13   | 14327        | Hérouville-Saint-Clair   | 21 393              | Calvados       |
| 14   | 14366        | Lisieux                  | 21 132              | Calvados       |
| 15   | 76259        | Fécamp                   | 19 381              | Seine-Maritime |
| 16   | 50502        | Saint-Lô                 | 19 285              | Manche         |
| 17   | 76451        | Mont-Saint-Aignan        | 19 178              | Seine-Maritime |
| 18   | 27375        | Louviers                 | 18 023              | Eure           |
| 19   | 14762        | Vire                     | 17 951              | Calvados       |
| 20   | 76231        | Elbeuf                   | 17 343              | Seine-Maritime |
| 21   | 76447        | Montivilliers            | 16 198              | Seine-Maritime |
| 22   | 61169        | Flers                    | 14 761              | Orne           |
| 23   | 76157        | Canteleu                 | 14 621              | Seine-Maritime |
| 24   | 61006        | Argentan                 | 13 903              | Orne           |
| 25   | 14047        | Bayeux                   | 13 888              | Calvados       |
| 26   | 50218        | Granville                | 13 104              | Manche         |
| 27   | 76108        | Bois-Guillaume           | 13 046              | Seine-Maritime |
| 28   | 27701        | Val-de-Reuil             | 12 969              | Eure           |
| 29   | 76057        | Barentin                 | 11 957              | Seine-Maritime |
| 30   | 76758        | Yvetot                   | 11 849              | Seine-Maritime |
| 31   | 76114        | Bolbec                   | 11 551              | Seine-Maritime |
| 32   | 76484        | Oissel                   | 11 505              | Seine-Maritime |
| 33   | 14341        | Ifs                      | 11 500              | Calvados       |
| 34   | 27284        | Gisors                   | 11 201              | Eure           |
| 35   | 76410        | Maromme                  | 11 188              | Seine-Maritime |
| 36   | 76216        | Déville-lès-Rouen        | 10 309              | Seine-Maritime |
| 37   | 27056        | Bernay                   | 10 275              | Eure           |
| 38   | 76165        | Caudebec-lès-Elbeuf      | 10 154              | Seine-Maritime |

## Ligação externa
- «Sítio oficial» (em francês)
- Site oficial da Prefeitura de Normandia (em francês)
- Turismo na Normandia